# Proceroplatus seguyi
Proceroplatus seguyi är en tvåvingeart som först beskrevs av Loïc Matile 1972.  Proceroplatus seguyi ingår i släktet Proceroplatus och familjen platthornsmyggor.
Artens utbredningsområde är Réunion. Inga underarter finns listade i Catalogue of Life.